# Indiera Alta
Indiera Alta es un barrio ubicado en el municipio de Maricao en Puerto Rico. En el Censo de 2010 tenía una población de 1369 habitantes y una densidad poblacional de 65,14 personas por km².

## Geografía
Indiera Alta se encuentra ubicado en las coordenadas 18°9′48″N 66°52′22″O / 18.16333, -66.87278. Según la Oficina del Censo de los Estados Unidos, Indiera Alta tiene una superficie total de 21.02 km², de la cual 21.01 km² corresponden a tierra firme y (0.05%) 0.01 km² es agua.

## Demografía
Según el censo de 2010, había 1369 personas residiendo en Indiera Alta. La densidad de población era de 65,14 hab./km². De los 1369 habitantes, Indiera Alta estaba compuesto por el 90.28% blancos, el 3.94% eran afroamericanos, el 0.29% eran amerindios, el 0.15% eran isleños del Pacífico, el 2.78% eran de otras razas y el 2.56% pertenecían a dos o más razas. Del total de la población el 99.71% eran hispanos o latinos de cualquier raza.